# 淀君集
淀君集（よどぎみしゅう）は、五代目中村歌右衛門が撰じた成駒屋中村歌右衛門家のお家芸。
いずれも淀君が主要な役どころとして登場する演目で、五代目が得意としたものばかりである。ひとつのお家芸を構成する役柄がすべて同一人物というのは、この「淀君集」をおいて他に例を見ない。
| 演目                                              | 役名 | 作者     | 初演年月             | 初演劇場      |
| ------------------------------------------------- | ---- | -------- | -------------------- | ------------- |
| きり ひとは 『桐一葉』                            | 淀君 | 坪内逍遥 | 明治37年 (1904) 3月  | 東京 東京座   |
| ほととぎす こじょうの らくげつ 『沓手鳥弧城落月』 | 淀君 | 坪内逍遥 | 明治38年 (1905) 5月  | 大阪 角座     |
| よどぎみ 『淀君』                                 | 淀君 | 松居松葉 | 大正7年 (1918) 11月  | 東京 歌舞伎座 |
| だいごの はる 『醍醐の春』                        | 淀君 | 高安月郊 | 大正10年（1921）6月  | 東京 新富座   |
| おおさかじょう 『大坂城』                         | 淀君 | 岡本綺堂 | 大正10年 (1921) 10月 | 東京 歌舞伎座 |
| はつしらが 『初白髪』                             | 淀君 | 岡村柿紅 | 大正11年（1922）2月  | 東京 新富座   |
| さつまのよどぎみ 『薩摩の淀君』                   | 淀君 | 松居松葉 | 大正12年（1923）3月  | 東京 本郷座   |
| よどぎみ おだわらの じん 『淀君小田原陣』         | 淀君 | 松居松葉 | 大正15年 (1926) 4月  | 東京 歌舞伎座 |